# 長良神社 (館林市野辺町)
長良神社（ながらじんじゃ）は、群馬県館林市の神社。

## 歴史
1634年（寛永11年）に創建された。1877年（明治10年）に「八坂神社」を合祀し「長良神社・八坂神社合殿」となった。
1908年（明治41年）の神社合祀により、近くの2社（摂末社含む）が合祀された。その際に「長良神社」に改称した。1919年（大正8年）に「神饌幣帛料供進神社」に指定された。

## 交通アクセス
- 路線バス野辺町信号停留所より徒歩5分。